# 杉咲真広
杉咲 真広（すぎさき まひろ、1998年8月5日 - ）は、日本の俳優、歌手である。神奈川県出身。えりオフィス所属。

## 略歴
2015年、第28回ジュノン・スーパーボーイ・コンテストでベスト50まで残った後、ジュノン・スーパーボーイ・アナザーズの初代メンバーに選ばれて、芸能活動を開始する。
2017年6月から8月にかけてグループ内で行われた“ドリーム OR サバイバル バトル”において、1位を獲得した。この時に選ばれたメンバーでの先行配信デビューが2018年5月31日に、その2ヶ月後の7月31日にグループとしてCDデビューを果たした。
青汁王子こと三崎優太氏が手掛けるアイドルグループRe:Genesis Kingdom（ReGene、りじぇね？）のメンバーとしても活動。
2017年に『イケメン戦国 THE STAGE』、2018年に舞台『弱虫ペダル』に出演するなど、2.5次元ミュージカル作品への外部出演が多い。
2022年3月末、ジュノン・スーパーボーイ・アナザーズから卒業。

10月、青年座映画放送に所属。
2023年3月に杉山真宏から杉咲真広への改名を発表。7月1日にオフィシャルサイト&ファンクラブ「まひろば」を開設。
7月末、「りじぇね？」のグループ活動休止に伴うラストライブが行われた。
2024年6月末、青年座映画放送を退所。

9月、えりオフィスに所属。

## 出演

### テレビドラマ
- 仮面ライダージオウ 第11・12話（2018年11月18日・25日、テレビ朝日） - チームバロンメンバー 役[15]
- イミテーションラブ（2019年3月、テレビ東京）[16]
- チョコレート戦争〜朝に道を聞かば夕べに死すとも可なり〜（2020年1月 - 3月、テレビ神奈川） - 長谷川由和 役

### ウェブドラマ
- やれたかも委員会 第1話（2018年、AbemaTV・AbemaSPECIALチャンネル）
- とけないで、サマー（2018年、Nom de plume公式Twitter） - 主演・ダイキ 役[17] ※鈴木美羽とダブル主演

### 映画
- LOVE STAGE!!（2020年、ユナイテッドエンタテインメント） - 主演・瀬名泉水 役[18]

### 舞台
- イケメン戦国 THE STAGE - 徳川家康 役
  - 真田幸村編（2017年）[19]
  - 織田軍 VS 海賊 毛利元就編（2017年）[20]
  - 織田信長編（2018年）[21]
- BURLESQUE JBA 昭和から平成、そして僕らの時代へ（2017年）[22]
- DIABOLIK LOVERS MORE,BLOOD（2018年） - 無神コウ 役[23]
- 弱虫ペダル - 真波山岳 役
  - 新インターハイ篇～箱根学園王者復格（ザ・キングダム）～（2018年）[24]
  - 新インターハイ篇～制・限・解・除（リミットブレイカー）～（2019年）[25]
  - 新インターハイ篇FINAL～POWER OF BIKE～（2020年）[26]
- 世界の終わりに君を乞う。（2018年12月、博品館劇場）[27]
- 文豪とアルケミスト 異端者ノ円舞（2019年12月、森ノ宮ピロティホール / 品川プリンスホテル ステラボール） - 有島武郎 役[28]
  - 文豪とアルケミスト 旗手達ノ協奏（2024年6月6日 - 16日、シアターH / 6月21日 - 23日、京都劇場）[29]
- K -RETURN OF KINGS-（2019年3月、天王洲 銀河劇場 / メルパルク大阪） - 主演・伊佐那社 役[30]
- イナズマイレブン アレスの天秤 THE STAGE～疾風迅雷～（2020年5月、Mixalive TOKYO Theater Mixa） - 稲森明日人 役[31]※全公演中止
- ハンズアップ（2020年11月、シアター1010）[32]
- チョコレート戦争～a tale of the truth～（2021年1月、メルパルク大阪 / シアター1010） - 長谷川由和 役[33]
- みんなのうた（2021年3月31日 - 4月4日、バルスタジオ）[34]
- 夏の夜の夢（2021年5月 - 6月、六行会ホール 他）[35]※公演延期
- モブサイコ100 激突!爪第7支部（2021年8月6日 - 15日、ヒューリックホール東京） - 朝日豪 役[36]
- アニドルカラーズ キュアステージ Jump to the Future（2022年5月27日 - 31日、オルタナティブシアター） - 百瀬かすみ 役 [37]
- 饗宴 茜さすセカイでキミと詠う～縁～（2022年12月、飛行船シアター） - 徳川綱吉 役[38]
- なめ猫 on STAGE（2023年2月22日 - 3月1日、新宿FACE）[39]
- エロイカより愛をこめて（2023年5月11日 - 14日、渋谷区文化総合センター大和田 さくらホール） - 部下B（ベー）  役[40]
- 転生したらスライムだった件（2023年8月3日 - 5日、メルパルクホール/ 8月11日 - 14日、日本青年館ホール） - ゴブタ 役[41]
  - 魔王来襲編＆人魔交流編（2024年7月25日 - 28日、天王洲 銀河劇場 / 8月2日・3日、サンケイホールブリーゼ）[42]
- バクテン!! The Stage（2023年10月22日 - 29日、ニッショーホール） - 陸奥洋二郎 役[43]
- おそ松さん on STAGE 〜SIX MEN'S SHOW TIME〜 2nd SEASON（2023年11月23日 - 27日、シアター1010 / 11月30日 - 12月3日、AiiA 2.5 Theater Kobe） - チョロ松 役[44]
  - STAGE FES 2023 - 2024（2023年12月31日、TACHIKAWA STAGE GARDEN）[45]
  - 新・喜劇『おそ松さん』（2024年8月29日 - 9月2日、サンシャイン劇場）[46]
  - STAGE～SIX MEN'S SHOW TIME～2nd SEASON 2（2026年夏公演予定）[47]
- 舞台『素敵なカミングアウト』（2024年9月13日 - 23日、浅草花劇場） - 苫米地重彦 役（Team MOON）[48]
- 舞台『春、さようならは言わない。』（2025年3月13日 - 18日、Mixalive TOKYO Hall Mixa） - 樋口信一郎 役[49]
- コメディホラー×朗読歌劇『元彼女夜想曲』（2025年8月24日〈予定〉、草月ホール）[50]